# Битва при Маллавелли
Битва при Маллавелли (также Мальвилли или Малавалли) — одно из сражений во время четвертой англо-майсурской войны, произошедшее 27 марта 1799 года между войсками Британской Ост-Индской компании и королевства Майсур. Британские войска во главе с генералом Джорджем Харрисом и полковником Артуром Уэлсли оттеснили майсурские войска Типу Султана с оборонительной позиции, призванной воспрепятствовать продвижению британских сил к столице Майсура Серингапатаму.

## Предыстория
Хотя сокращение власти и ресурсов Типу Султана, вызванное Серингапатамским договором, положившим конец третьей англо-майсурской войне 1792 года, ослабило его влияние, всё же он оставался предполагаемой угрозой для британской Ост-Индской компании. В 1798 году Султан вступил в переговоры с губернатором Иль-де-Франс (Маврикий) и направил посольство к правителю Кабула Земан-шаху с целью побудить его напасть на владения Ост-Индской компании. Воодушевлённый успехом египетской кампании Наполеона, после которой Франция намеревалась противодействовать британскому владычеству в Индии, Типу начал наращивать свою военную силу, и его враждебные замыслы против англичан с каждым днем становились всё более очевидными. Генерал-губернатор Ричард Уэлсли, граф Морнингтон (впоследствии маркиз Уэлсли), осознав неизбежный разрыв, решил нанести упреждающий удар и приказал армии выступить против Майсура.
Генерал-майор Джордж Харрис (впоследствии лорд), который имел местный чин генерал-лейтенанта, в соответствии с этими приказами отправился в путь 11 февраля 1799 года и вступил на территорию Майсура 5 марта.

## Битва
27 марта 1799 года британские войска подошли к Маллавелли, и в нескольких милях впереди были замечены войска Типу, занявшие высоты. Майсурцы атаковали передовые пикеты, и началась битва, в которой особо отличился 33-й пехотный полк. На него начал наступление вражеский отряд примерно в две тысячи человек. Британцы не открывали огонь до тех пор, пока неприятель не приблизился примерно на 55 метров. Затем, во главе со своим подполковником Артуром Уэлсли (будущий герцог Веллингтон и брат генерал-губернатора), 33-й полк бросился в штыковую атаку, заставив приближающуюся колонну отступить. Эта атака была поддержана кавалерией генерал-майора Флойда, и противник в полном беспорядке отступил по всему фронту, после чего британцы немедленно двинулись вперёд.
В то время как левое крыло под командованием подполковника Уэлсли совместно с войсками Низама, 33-м полком и кавалерией генерал-майора Флойда перешли в атаку, генерал-лейтенант Харрис и правое крыло также вели бой.
Когда на правом фланге начал наступление 12-й пехотный полк, его атаковал большой отряд майсурской кавалерии, выстроенный в клин, на острие которого был слон с погонщиком. Британские солдаты остановились, чтобы отразить атаку. Сразу после этого в небольших рощах поблизости были замечены ещё два очень крупных отряда противника, готовые поддержать удар. Генерал-лейтенант Харрис, заметив опасность, держался позади полка, повторяя: «Спокойно, двенадцатый!» Приблизившись примерно на 100 метров, майсурцы разрядили свои карабины и пистолеты, но без особого результата. Когда они подошли уже примерно на 30 метров, британский полк произвёл прицельный мушкетный залп, который нанёс врагу сильный урон, создав целый вал из убитых и раненых людей и лошадей, лежащих перед полком.
Это затруднило продвижение задней части клина войск майсурцев, и они не смогли продолжать атаку. Слон был тяжело ранен, а его погонщик погиб. Развернувшись, слон направил всю свою ярость на майсурцев, опрокидывая всё на своем пути и создавая ужасный хаос.
Несколько майсурских всадников прорвались через шеренгу британцев, но были мгновенно расстреляны в его тылу. Прибыла британская артиллерия и открыла огонь. Вражеская кавалерия отступила; в то же время шеренга британцев продвинулась вперёд, и на этом фланге сражение было окончено; однако отдалённая канонада показывала, что в других местах всё ещё бушуют бои.

## Результаты
На следующее утро британская армия продолжила наступление. 5 апреля 1799 года она прибыла к Серингапатаму и приступила к осаде города.